# Мартиросян, Гор (футболист, 1993)
Гор Мартиросян (арм. Գոռ Մարտիրոսյան; 4 апреля 1993) — армянский футболист, вратарь.

## Карьера
Мартиросян начал карьеру в «Бананц-2», выступающем в Первой лиге Армении. Дебютный матч голкипер провёл 21 июля 2013 года против второй команды «Гандзасара».
Летом 2014 года Гор подписал контракт с «Араратом», за который дебютировал 2 августа. В начале декабря 2014 года ереванский клуб расторг с голкипером контракт, и он отправился на просмотр в «Краснодар».
Вторую половину сезона 2014/15 голкипер провёл со второй командой «Улисса». За основной состав клуба из Еревана Гор дебютировал 2 августа 2015. Однако вскоре «Улисс» был расформирован, и Мартиросян присоединился к «Гандзасару».
Первый матч в составе кяпанской команды голкипер провёл 22 мая 2016 года и не пропустил ни одного мяча.